# Vitória FC (Setúbal)
Vitória Futebol Clube (ook bekend als Vitória Setúbal) is een Portugese voetbalclub uit Setúbal.
De club werd in 1910 opgericht. De gouden periode van de club was tussen 1964 en 1974. De club werd nooit kampioen maar werd wel enkele malen 3de en zelfs 2de in 1972. In 1970 won het de Kleine Wereldbeker. De traditionele rivaal van de club is Vitória Guimarães. De confrontatie elk seizoen kan op veel bijval rekenen en de clubs kibbelen onder elkaar welke de echte Vitória is.
Er zijn vijf clubs die meer jaren in de hoogste klasse speelden dan Vitória. Het laatste decennia eindigde de club meestal in de onderste regionen van de Primeira Liga. In 2020 had de club op het nippertje het vege lijf gered door één punt boven Portimonense SC te eindigen maar voldeed vervolgens niet aan de vereisten om een proflicentie voor het nieuwe seizoen te krijgen en degradeerde daardoor rechtstreeks naar de niet-professionele Campeonato de Portugal.

## Erelijst
| Internationaal        |    |                           |
| Pequena Taça do Mundo | 1× | 1970                      |
| Nationaal             |    |                           |
| 0 Taça de Portugal    | 3× | 1964/65, 1966/67, 2004/05 |
| 0 Taça da Liga        | 1× | 2007/08                   |

## Eindklasseringen
| Seizoen   | №  | Clubs | Divisie       | Duels | Winst | Gelijk | Verlies | Doelsaldo | Punten | Tsch  |
| --------- | -- | ----- | ------------- | ----- | ----- | ------ | ------- | --------- | ------ | ----- |
| 1998–1999 | 5  | 18    | Primeira Liga | 34    | 15    | 8      | 11      | 37–38     | 53     | ??    |
| 1999–2000 | 16 | 18    | Primeira Liga | 34    | 9     | 6      | 19      | 25–49     | 33     | 5.235 |
| 2000–2001 | 3  | 18    | Segunda Liga  | 34    | 19    | 7      | 8       | 64–41     | 64     | ??    |
| 2001–2002 | 13 | 18    | Primeira Liga | 34    | 9     | 11     | 14      | 40–46     | 38     | 5.147 |
| 2002–2003 | 18 | 18    | Primeira Liga | 34    | 6     | 13     | 15      | 40–53     | 31     | 4.706 |
| 2003–2004 | 2  | 18    | Segunda Liga  | 34    | 18    | 10     | 6       | 66–41     | 64     | ??    |
| 2004–2005 | 10 | 18    | Primeira Liga | 34    | 11    | 11     | 12      | 46–45     | 44     | 5.412 |
| 2005–2006 | 8  | 18    | Primeira Liga | 34    | 14    | 4      | 16      | 28–33     | 46     | 3.835 |
| 2006–2007 | 14 | 16    | Primeira Liga | 30    | 5     | 9      | 16      | 21–45     | 24     | 3.427 |
| 2007–2008 | 6  | 16    | Primeira Liga | 30    | 11    | 12     | 7       | 37–33     | 45     | 3.256 |
| 2008–2009 | 14 | 16    | Primeira Liga | 30    | 7     | 5      | 18      | 21–46     | 26     | 3.834 |
| 2009–2010 | 14 | 16    | Primeira Liga | 30    | 5     | 10     | 15      | 29–57     | 25     | 4.407 |
| 2010–2011 | 12 | 16    | Primeira Liga | 30    | 8     | 10     | 12      | 29–42     | 34     | 3.921 |
| 2011–2012 | 11 | 16    | Primeira Liga | 30    | 8     | 6      | 16      | 24–49     | 30     | 3.194 |
| 2012–2013 | 12 | 16    | Primeira Liga | 30    | 7     | 5      | 18      | 30–55     | 26     | 3.169 |
| 2013–2014 | 7  | 16    | Primeira Liga | 30    | 10    | 9      | 11      | 41–41     | 39     | 3.077 |
| 2014–2015 | 14 | 18    | Primeira Liga | 34    | 7     | 8      | 19      | 24–56     | 29     | 3.406 |
| 2015–2016 | 16 | 18    | Primeira Liga | 34    | 6     | 12     | 16      | 40–61     | 30     | 4.436 |
| 2016–2017 | 12 | 18    | Primeira Liga | 34    | 10    | 8      | 16      | 30–39     | 38     | 3.842 |
| 2017–2018 | 14 | 18    | Primeira Liga | 34    | 7     | 11     | 16      | 39-62     | 32     | 4.111 |
| 2018–2019 | 13 | 18    | Primeira Liga | 34    | 8     | 12     | 14      | 28–39     | 36     | 4.784 |
| 2019–2020 | 16 | 18    | Primeira Liga | 34    | 7     | 13     | 14      | 27-43     | 34     |       |

## Vitória Setúbal in Europa
Vitória Setúbal speelt sinds 1962 in diverse Europese competities. Hieronder staan de competities en in welke seizoenen de club deelnam:
- Europacup II (3x)

1962/63, 1965/66, 1967/68
- UEFA Cup (8x)

1971/72, 1972/73, 1973/74, 1974/75, 1999/00, 2005/06, 2006/07, 2008/09
- Jaarbeursstedenbeker (4x)

1966/67, 1968/69, 1969/70, 1970/71

## Bekende (oud-)spelers
- Luis Advíncula
- Mirko Antonucci
- Carlos Bossio
- Ricardo Carvalho
- Aly Cissokho

- Rui Correia
- Pedro Espinha
- Paulo Ferreira
- Sandro Mendes
- David Nascimento
- Thomas
- Levi Gomes

- Jaime Pacheco
- Dimitris Pelkas
- Nélson Pereira
- Ricardo Pereira
- Rashidi Yekini